# Hans Geiger
Johannes (Hans) Wilhelm Geiger, född 30 september 1882 i Neustadt an der Haardt, Tyskland, död 24 september 1945 i Potsdam, var en tysk fysiker, som utförde omfattande undersökningar av alfapartiklar och konstruerade detektorer för radioaktiv strålning. Tillsammans med Walther Müller utvecklade han bl.a. Geiger-Müllerräknaren. Han var bror till klimatologen Rudolf Geiger.

## Biografi
Geiger var ett av fem barn och son till indologen Wilhelm Geiger, som var professor vid universitetet i Erlangen. År 1902 började han studera fysik och matematik vid universitetet i Erlangen och disputerade 1906. Hans avhandling handlade om elektriska urladdningar genom gaser. Han fick ett stipendium till University of Manchester och arbetade där som assistent till Arthur Schuster.
Efter en drygt 30-årig framgångsrik karriär och efter upptäckten av kärnklyvning, var Geiger medlem i Uranverein, den tyska utredningen om kärnvapen under andra världskriget. Gruppen splittrades 1942 efter att dess medlemmar kommit till uppfattningen (felaktigt, som det senare skulle visa sig) att kärnvapen inte skulle spela en viktig roll för att avsluta kriget.
Även om Geiger undertecknade en petition mot den nazistiska regeringens påverkan på universiteten, gav han inget stöd till kollegan Hans Bethe (vinnare av Nobelpriset i fysik 1967) när denna avskedades för att han var jude.
Geiger överlevde slaget om Berlin och den efterföljande sovjetiska ockupationen i april/maj 1945. Två månader senare flyttade han till Potsdam och dog där två månader efter atombomberna i Hiroshima och Nagasaki i Japan.

## Eftermäle
Nedslagskratern Geiger på månen och 14413 Geiger asteroiden är uppkallade efter honom.

## Vetenskapligt arbete

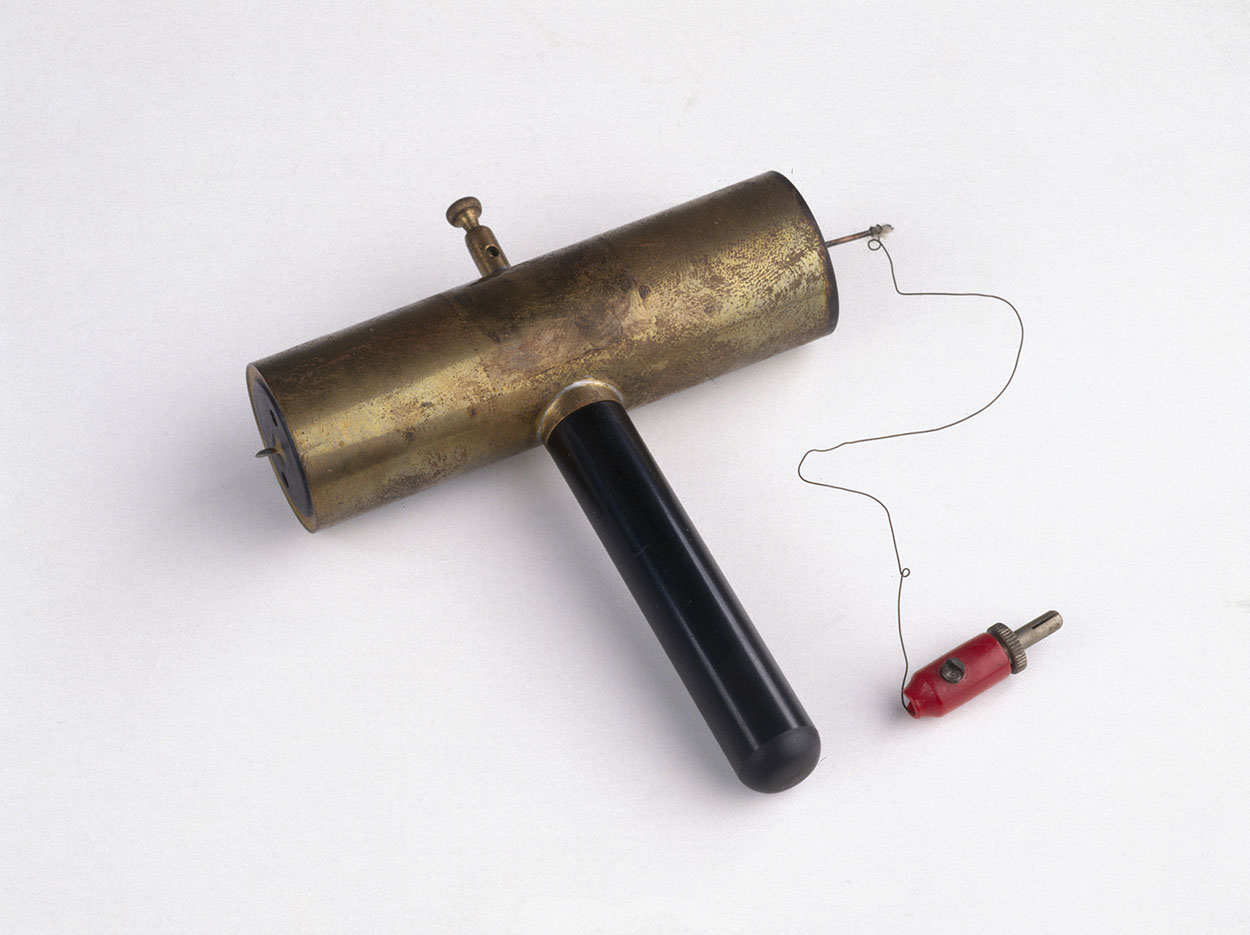
En tidig Geigermätare från 1932. Det här exemplaret finns i Science Museum Londons samlingar.

År 1907, efter Schusters avgång, började Geiger att arbeta med hans efterträdare, Ernest Rutherford, och 1908 utförde han, tillsammans med Ernest Marsden, det berömda Geiger-Marsden experimentet (också känt som "guldfolieexperiment"). Denna process tillät dem att räkna alfapartiklar och ledde Rutherford till att börja tänka på atomens struktur. År 1911 upptäckte Geiger och John Mitchell Nuttall Geiger-Nuttall-lagen (eller regeln) och utförde experiment som ledde till Rutherfords atommodell.
År 1912 utsågs Geiger till chef för strålningsforskningen vid Physikalisch-Technischen Reichsanstalt i Berlin-Charlottenburg. Där arbetade han tillsammans med de blivande nobelpristagarna Walther Bothe (fysik 1954) och James Chadwick (fysik 1935). Arbetet avbröts, då Geiger tjänstgjorde som artilleriofficer i den tyska militären under första världskriget från 1914 till 1918.
År 1924 använde Geiger sin apparat för att bekräfta Comptoneffekten som ledde till Arthur Comptons Nobelpris i fysik 1927.
År 1925 började Geiger en lärartjänst vid Kiels universitet där han och hans student Walther Müller 1928 utvecklade Geiger-Müller-röret, en förbättrad version av Geiger-röret. Det nya instrumentet upptäckte inte bara alfapartiklar, utan även beta- och gammastrålning och är grunden för Geigerräknaren.
År 1929 utnämndes Geiger till professor i fysik och forskningschef vid Tübingens universitet där han gjorde sina första observationer av kosmisk strålning. År 1936 började han arbeta vid Technische Universität Berlin där han fortsatte att forska om kosmiska strålar, kärnklyvning och artificiell strålning fram till sin död 1945.